# Adrien Vilain XIIII
Pour les articles homonymes, voir Vilain XIIII.
Le vicomte Adrien Stanislas Paul Vilain XIIII, né le 23 avril 1861 à Bruxelles et mort le 10 octobre 1940 à Maisières, est un homme politique belge catholique.

## Biographie
Il fut élu conseiller communal (1892-1932) et bourgmestre (1896) de Maisières ; sénateur de l'arrondissement de Mons-Soignies, en suppléance de Alphonse van de Velde (1911-1912), en suppléance de Eugène de Savoye (1918-1919) et en élu direct (1921-1929).

## Généalogie
- Il est fils de Hippolyte (1796-1873) et Léontine de Wal de Baronville (1822-1901).
- Sa sœur Odile (1859-1918) a épousé le comte Alphonse de Villegas de Clercamp.
- Il épousa Isabelle de Patoul Fieuru (1869-?);
  - Ils eurent une fille : Marie-Thérèse (1894-1950).

## Sources
- Bio sur ODIS

- Ressource relative à plusieurs domaines :   - ODIS